# Vráce
Vráce (Duits: Wratz) is een Tsjechische plaats in de gemeente Maršovice, regio Midden-Bohemen, en maakt deel uit van het district Benešov. Het dorp ligt op 3 kilometer afstand van Maršovice.
Vráce telt 7 inwoners (2021).

## Geschiedenis
De eerste schriftelijke vermelding van het dorp dateert van 1788.
Tijdens de Tweede Wereldoorlog was het dorp onderdeel van het militaire oefenterrein van de Waffen-SS Benešov. Op 31 december 1943 moesten de inwoners daarom noodgedwongen hun huizen verlaten. In 1949 werd Vráce, samen met Maršovice, ingedeeld bij het district Benešov.

## Verkeer en vervoer

### Autowegen
Er leidt een regionale weg naar het dorp.

### Spoorlijnen
Er is geen station in Vráce. Het dichtstbijzijnde station is in Bystřice, op zo'n 13,5 kilometer afstand. Vanaf daar vertrekken stop- en intercitytreinen naar Benešov, Praag, Tábor en Sedlčany.

### Buslijnen
Er is één bushalte in het dorp:
| Halte            | Lijn(en) | Traject(en)          | Vervoerder(s) |
| ---------------- | -------- | -------------------- | ------------- |
| Maršovice, Vráce | 756      | Křečovice - Neveklov | CŠAD Benešov  |

## Galerij

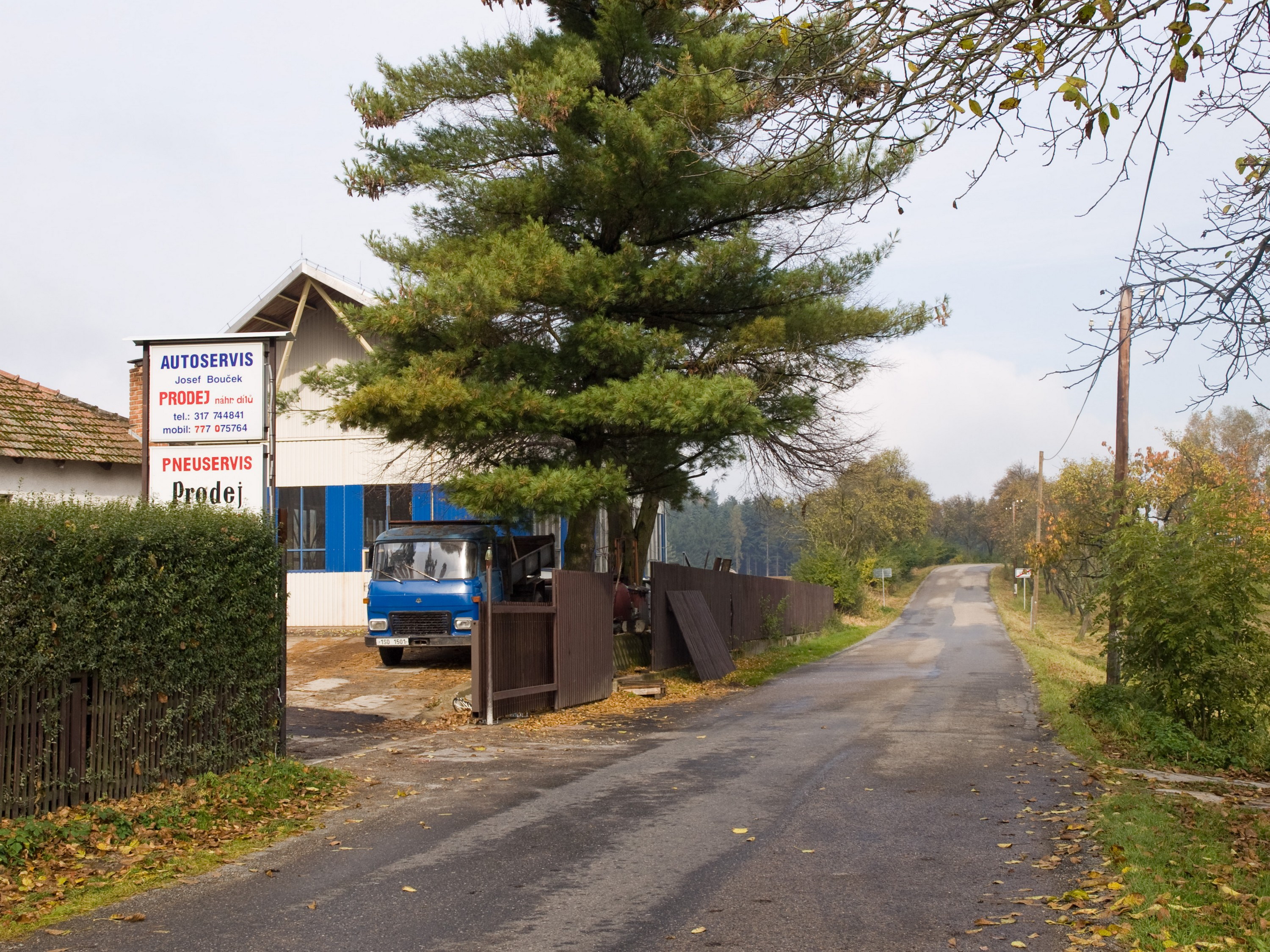
Bedrijf in het dorp (2010)
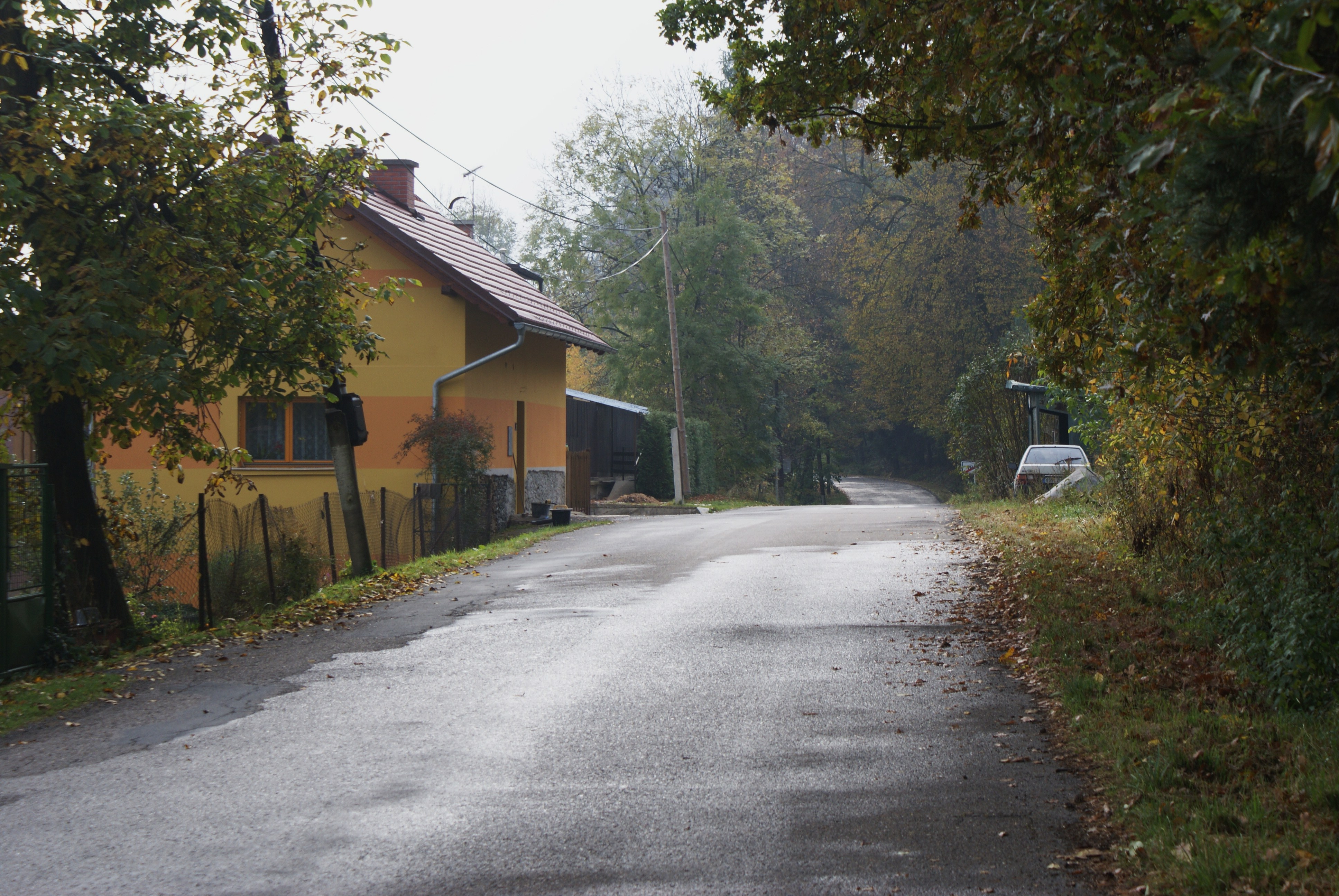
Straat in het dorp (2010)